# Вір (річка)
Вір (фр. Vire) — річка північно-західної Франції завдовжки 128 км, що протікає через департаменти Манш і Кальвадос, у тому числі через міста Вір, Сен-Ло і Ізіньї-сюр-Мер, регіону Нижня Нормандія.
Вір впадає в бухту, протоки Ла-Манш на кордоні даних департаментів.

## Галерея населених пунктів, де протікає Вір

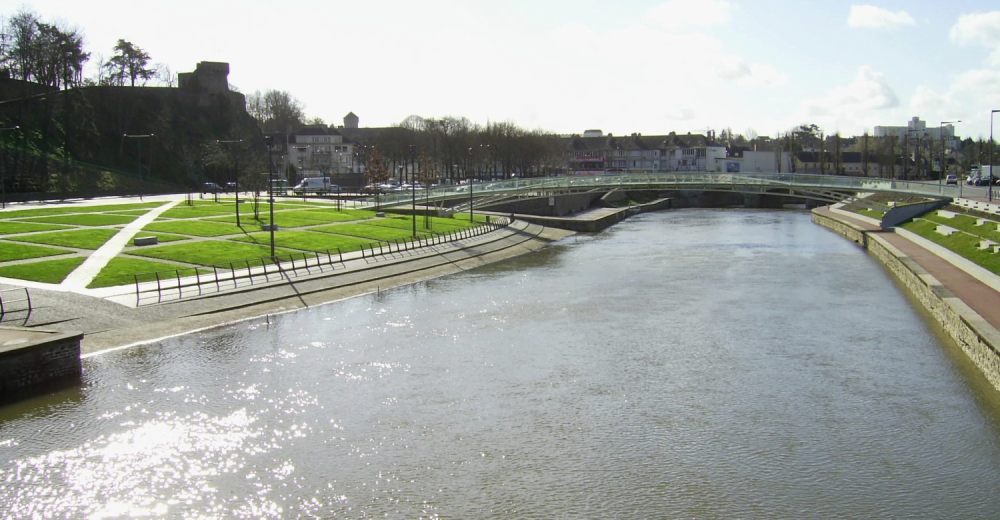
Вір у Сен-Ло
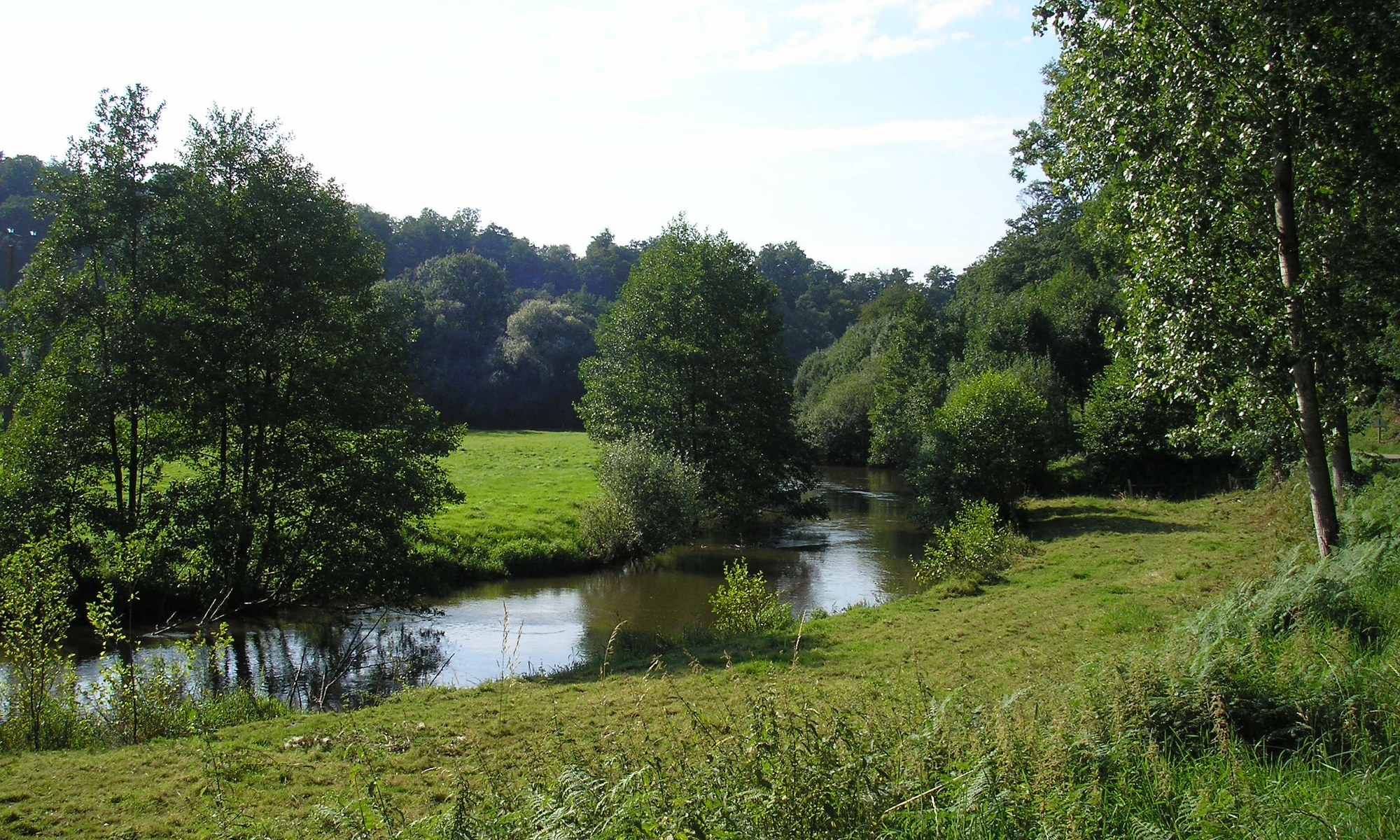
Вір у Карвілі
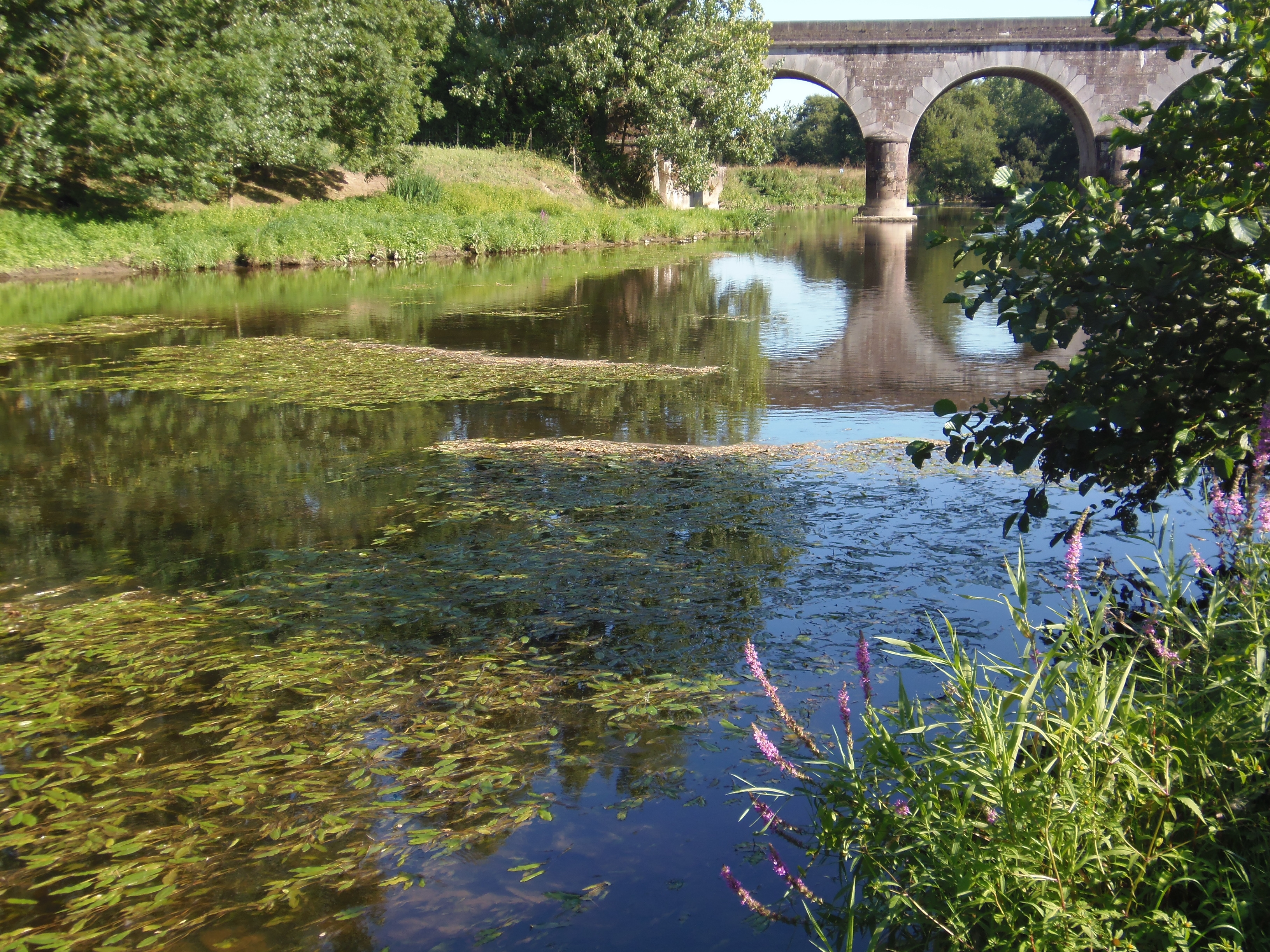
Вір у Гурфалер
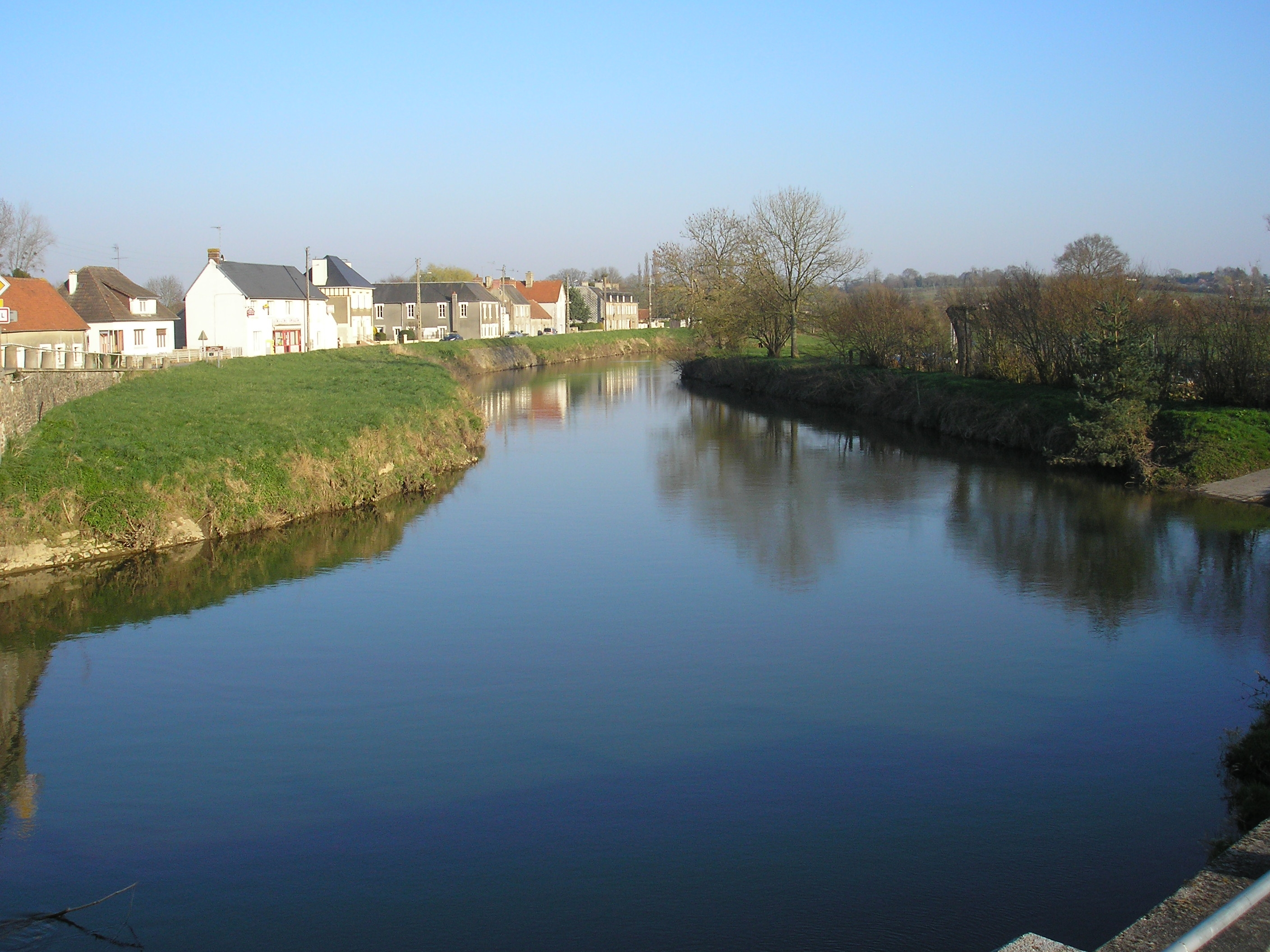
Вір у Сен-Фромон